# Chloroclystis filicata
Chloroclystis filicata là một loài bướm đêm trong họ Geometridae.